# Brownfield, Texas
Brownfield là một thành phố thuộc quận Terry, tiểu bang Texas, Hoa Kỳ. Năm 2010, dân số của xã này là 9657 người.

## Dân số
- Dân số năm 2000: 9488 người.
- Dân số năm 2010: 9657 người.